# Каманья, Клавер
Клавер Каманья (суах., англ. Claver Kamanya; род. 20 марта 1947, Букоба, Кагера, Танганьика) — танзанийский легкоатлет, специализировавшийся на спринтерских дистанциях.
На Олимпийских играх 1968 года Каманья принял участие в соревнованиях на дистанции 400 м, где дошёл до стадии полуфинала. При этом, показав в предварительном забеге результат 45,74, установил личный рекорд, а также национальный рекорд Танзании.
На Олимпиаде 1972 года он был удостоен чести пронести флаг своей страны на церемонии открытия. На Играх Каманья принял участие в соревнованиях на дистанции 400 м, где не смог преодолеть стадию четвертьфинала, а также в предварительных забегах эстафет 4×100 м и 4×400 м.
В 1974 году на Играх Британского Содружества наций, проходивших в новозеландском Крайстчёрче, Клавер Каманья, преодолев в финале дистанцию 400 м с результатом 46,16, завоевал бронзовую медаль соревнований.